# سرخس ابيتغواني
سرخس ابيتغواني (الاسم العلمي: Polypodium abitaguae) هو نوع نباتي يتبع جنس السرخس من فصيلة السرخسية.